# Çorovoda
Çorovoda (albánsky také Çorovodë) je město ležící v jižní části Albánie, jižně od pohoří Tomorr a severně od Gjirokastëru. Má okolo 14 000 obyvatel (odhad z roku 2006). Je hlavním městem okresu Skrapar. Stojí na soutoku řeky Osum a říčky Çorovodë. Oba toky tvoří nad městem hluboce zaříznuté kaňony. Zástavba je umístěna především na svazích, tvoří ji do velké míry bytové domy vybudované v dobách existence socialistické Albánie. Místní ekonomika stojí především na zemědělství a potravinářském průmyslu, vyrábí se zde koňak.

## Název
Jeho jméno pochází z bulharštiny, ve které slovní spojení Черна вода znamená Černá voda. V roce 2021 existovala iniciativa, která předpokládala, že název města bude poalbánštěn.

## Historie
Město patří k prvním, které byly na území Albánie osvobozeny. Albánští partyzáni osvbodoili Çorovodu od okupačních vojsk dne 5. září 1942.

## Ekonomika
Místní ekonomika je postavena na zemědělství, výrobě alkoholu (pálenky) a těžbě kamene v okolní krajině. Na říčce Çorovodë se nachází malá vodní elektrárna.
Okolní krajina, především kaňon řeky Osum, jsou turisticky atraktivní a navštěvované.

## Kultura
Ve městě se nachází historické muzeum (albánsky Muzeu Historik). Nedaleko od středu města se nachází turecký most kasabashi.
V centru města se nachází rovněž památník osvobozeneckého boje s hřbitovem padlých partyzánů (albánsky Varrezat e Dëshmorëve të kombit).

## Školství
Ve městě působí školské zařízení, jehož provoz financuje Turecko.

## Sport
Sídlí zde fotbalový tým KF Skrapari.

## Významní rodáci
- Ilir Meta, albánský prezident

## Galerie

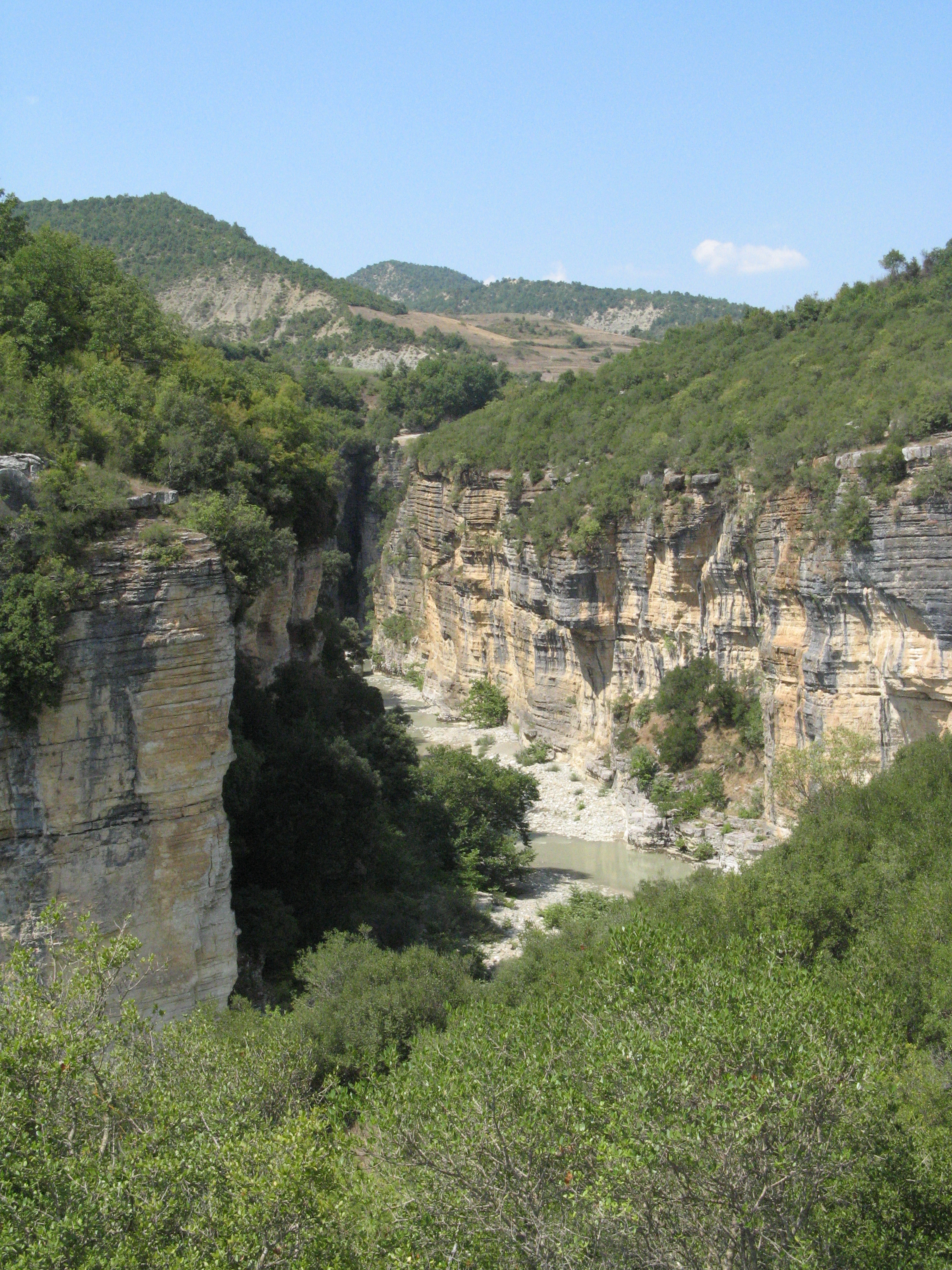
Kaňon řeky Osum nad Çorovodë
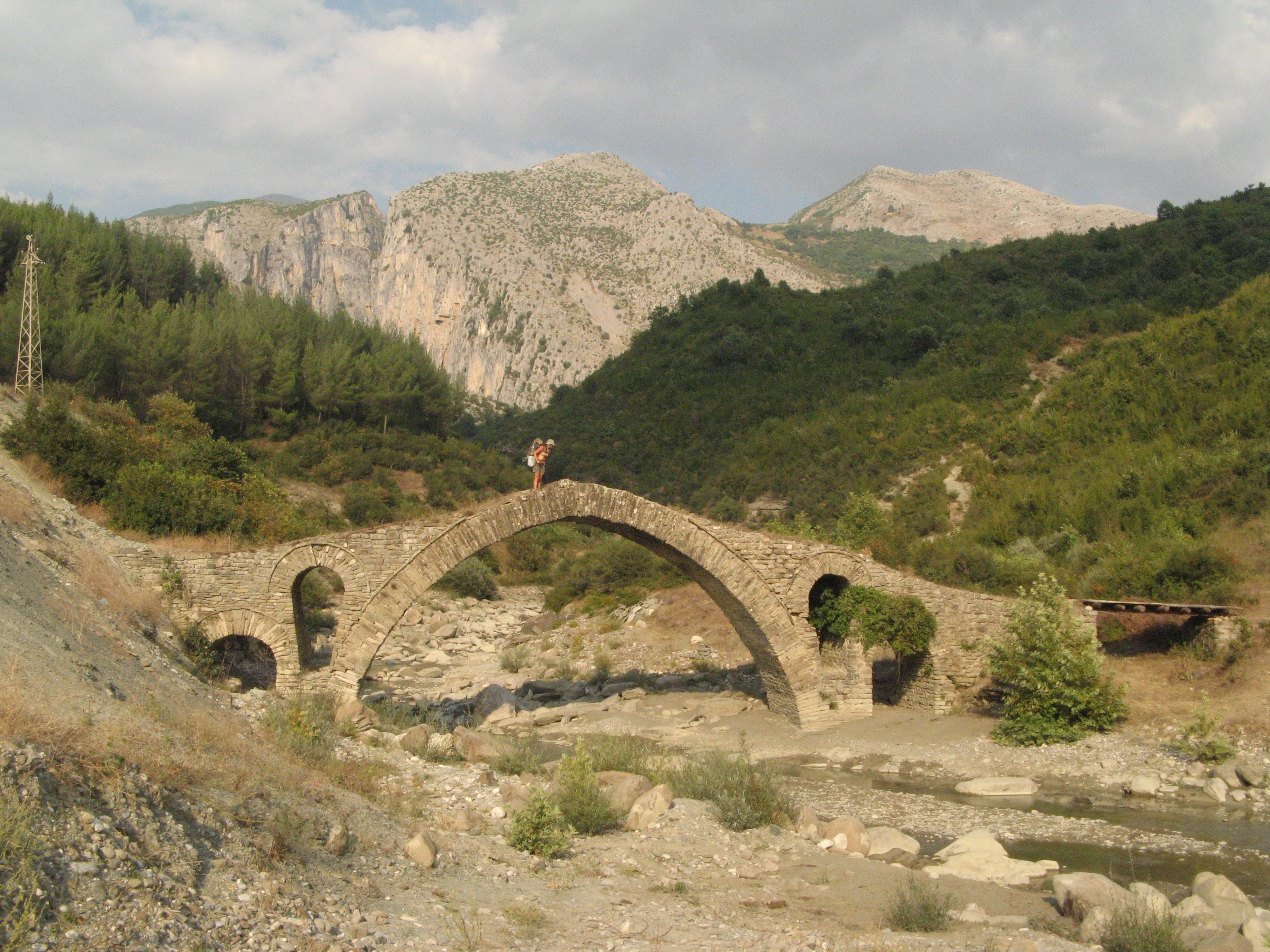
Otomanský most a průlomové údolí říčky Çorovodë